# Moravsko polje
Moravsko polje (češki: Moravské pole, nje. Marchfeld) je ravnica u Srednjoj Europi. Površine je 900 km četvornih. Obuhvaća Donju Austriju, južnu Moravsku i zapadnu Slovačku. Prostire se od Beča do Bratislave. Prati rijeku Moravu sve do njena ušća u Dunav.
U ranom srednjem vijeku (oko 500. g.) na njemu su se naselili Langobardi. Ovo je polje njihov kroničar Pavao Đakon u djelu Historia Langobardorum nazvao Feld.
26. kolovoza 1278. ovdje se je zbila bitka na Moravskom polju gdje je Otokar II. Pšemislović Češki poginuo i izgubio bitku od Rudolfa I. Habsburgovca.